# Димко Митрев
Димко Трайков Митрев е югославски партизанин, участник в комунистическата съпротива във Вардарска Македония.

## Биография
Роден е през 1919 година в град Велес. През 1938 година става член на СКМЮ, а от 1940 и на ЮКП. На следващата година влиза в Местния комитет на ЮКП за Велес. През октомври 1941 година в къщата му е отпечатан първия брой на вестник „Народен бюлетин“. Същата година излиза в нелегалност, а от април 1942 година влиза във Велешко-прилепския народоосвободителен партизански отряд „Димитър Влахов“. Става комисар на Велешкият народоосвободителен партизански отряд „Пере Тошев“ Умира при експлозия на мина, докато се готви с други партизани да атакува немски влак.